# 蕃女怨
《蕃女怨》，词牌名，得名自唐温庭筠的同名作品。

## 词牌格式
单调三十一字，七句四仄韵、两平韵：
仄平平仄平仄仄(仄韵) 中仄平仄(韵) 仄平平(句) 平仄仄(韵) 中平平仄(韵) 仄平平仄仄平平(平韵) 仄平平(韵)

## 例词
温庭筠
万枝香雪开已遍　细雨双燕　钿蝉筝　金雀扇　画梁相见　雁门消息不归来　又飞回。